# Neothyone
Neothyone é um gênero de traça pertencente à família Arctiidae.